# Гесперорнис
Гесперо́рнис (лат. Hesperornis) — род вымерших авиал (птиц в широком смысле) позднемеловой эпохи из клады Hesperornithes. Ископаемые остатки гесперорнисов найдены на территории Канады, США, России и Швеции. Включает 10 видов, среди которых только один найден в Европе.

## Описание
Гесперорнисы достигали в длину 1,5—2 м. Их крылья были очень малы. На ногах не было перепонок, их функцию выполняли кожные лопасти (как у современных поганок). Зубы были на всей нижней челюсти и на задней части верхней челюсти. На нёбе имелись лунки, в которые вставлялись кончики зубов нижней челюсти. Питались гесперорнисы рыбой.

### Способы передвижения
Гесперорнисы отлично плавали. На суше же они могли лишь ползать. На ранних реконструкциях видно, что гесперорнисы стоят как пингвины. На самом же деле они могли отталкиваться ногами и таким образом подтягивать тело вперёд.

## Места обитания
Гесперорнисы плавали в морях. Но некоторые ископаемые остатки позволяют предположить, что гесперорнис мог жить и в пресных водах.

## Классификация
По данным сайта Paleobiology Database, на октябрь 2018 года в род включают 10 вымерших видов:
- Hesperornis altus Marsh, 1893
- Hesperornis chowi Martin & Lim, 2002
- Hesperornis crassipes Marsh, 1876
- Hesperornis gracilis Marsh, 1876
- Hesperornis lumgairi Aotsuka & Sato, 2016
- Hesperornis macdonaldi Martin & Lim, 2002
- Hesperornis mengeli Martin & Lim, 2002
- Hesperornis montana Shufeldt, 1915
- Hesperornis regalis Marsh, 1872
- Hesperornis rossicus Nessov & Yarkov, 1993 [syn. Hesperornis rossica Nessov & Yarkov, 1993, orth. var.

## В популярной культуре
Гесперорнисы представлены в сериале «Портал юрского периода» (1 сезон 3 серия). Способ их передвижения представлен там неверно. Также гесперорнисы показаны в телесериале «Прогулки с морскими чудовищами». Кратко появились в мультфильме  «Ледниковый период 2: Глобальное потепление»
Гесперорнис — одно из существ в компьютерной игре ARK Survival Evolved.